# 87 Batalion Łączności
87 batalion łączności – batalion łączności wchodzący w skład 2 Dywizji Lotnictwa Myśliwsko-Bombowego zlokalizowany w Pile w latach 1967–2001

## Struktura organizacyjna
W skład batalionu w różnych okresach wchodziły między innymi:
- 1 kompania łączności
- 2 kompania łączności
- kompania radiolinii
- kompania zaopatrzenia

## Odznaka pamiątkowa
Odznakę stanowi okrągła srebrna tarcza o średnicy 35 mm pokryta granatową emalią, na której umieszczono rysunek oznaki wojsk łączności i  Na tarczę nałożony jest czerwony proporczyk, a na niego srebrzysty orzeł wojsk lotniczych. Na granatowej tarczy amazonek znajduje się numer i inicjały batalionu 87 bł.
Odznakę zaprojektowali: Grzegorz Kisiel, Edward Sapiński i Grzegorz Lewandowski, a wykonana została w pracowni grawerskiej Jarosława Jakubowskiego w Poznaniu.